# Intention (canção de Intelligent Music Project)
"Intention" (em português: Intenção) é a canção que representou a Bulgária no Festival Eurovisão da Canção 2022 que teve lugar em Turim. A canção foi selecionada através de uma seleção interna a 25 de novembro de 2021. Na semifinal do dia 10 de maio, a canção não constou de entre os dez qualificados, pois terminou a semifinal em 16º lugar com 29 pontos.